# 下郷久成

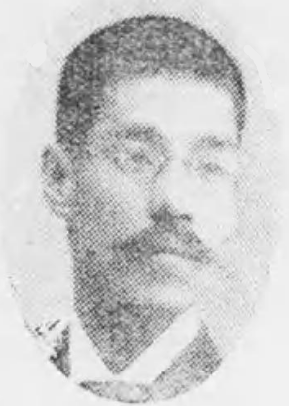
下郷伝平

下郷 久成（しもごう ひさなり、1872年4月23日〈明治5年3月16日〉 - 1946年〈昭和21年〉1月15日）は、明治後期から昭和にかけて活動した日本の実業家・政治家である。
滋賀県長浜の旧家下郷家の10代目。米穀商を開いて財を成した下郷伝平（久道）の長男で、公的には父の名を継いで2代目の下郷 伝平（下鄕 傳平、しもごう でんべい）を名乗った。襲名前の名は寅吉。実業界では仁寿生命保険社長を長く務め、政界では貴族院多額納税者議員や長浜町長に選ばれた。

## 家系
下郷家は滋賀県長浜市（旧・坂田郡長浜町）の旧家である。家伝によると、賤ヶ岳の戦いに関係して豊臣秀吉から表彰された長浜城下の町人のうち下郷九左衛門を家祖とする（それ以前の系譜は不明瞭）。九左衛門は城下の船町に居し、琵琶湖の船舶を管理する船年寄に任ぜられていた。下郷家2代目も「九左衛門」を名乗ったが、3代目から当主の名乗りは「伝右衛門」に代わった。
7代伝右衛門のころから家勢が衰え、長浜の田町に移って華飾餅を製造販売するようになる。7代伝右衛門が嘉永4年（1851年）に没すると次男の留吉が相続し8代伝右衛門となる。この8代伝右衛門も先代に似て放縦な性格であり、やがて賭博に興じるようになって世間の信用を失っていった。安政3年（1856年）、8代伝右衛門はついに検挙されたが賭博の習慣を改められず、最終的に長浜からの追放刑に処されてしまった。このため8代伝右衛門の長男・寅吉（天保13年12月〈1843年〉生）が若年ながら下郷家を相続せざるを得なくなった。
下郷家9代目となった寅吉は長じたのち「伝右衛門」を襲名したが、後年「伝兵衛」を経て「伝平」に名乗りを改めた。諱は久道。相続後、3年ほど家業の餅屋に専念したが、利益が少ないため古道具商も兼営しはじめる。次いで米商も開き、明治になるころには餅屋と古道具商は廃業して米商専業となった。その後は店を拡大、油商や肥料商にも手を広げて財を成した。この初代下郷伝平（久道）の子が2代下郷伝平（久成）である。

## 経歴

### 相続まで
2代下郷伝平（久成）は、明治5年3月16日（新暦：1872年4月23日）、下郷家9代目下郷伝平（久道）の長男として長浜に生まれた。ただし出生日は戸籍上16日だが実際には3月18日であるという。幼名は寅吉。母は富田林平の長女こと（後にみつと改名）である。
長浜小学校で学んだのち、滋賀県商業学校を経て京都の第三高等中学校へ進む。さらに東京へ出て福沢諭吉の慶應義塾へと進学した。慶應義塾卒業後は前田正名とともに東北地方や北海道を巡り、1894年（明治27年）には独立して生糸商を開いた。
父・伝平は米穀肥料商として地元財界にて頭角を現しつつあった1883年（明治16年）、友人の前川文平から岡本健三郎が営む大阪市玉江町（現・北区中之島）所在の製紙工場を経営しないかと誘われた。同年12月に工場を引き受けた父・伝平は大阪に滞在して設備改善や販路拡張に努め、翌1884年（明治17年）12月には工場を会社化して「下郷製紙所」と名付けた。さらに1887年（明治20年）3月には出資者を募って地元長浜に近江製糸株式会社を起業、器械製糸業も開業した。
1896年（明治29年）5月、近江製糸で創業10周年紀念式が行われたが、これを機に父・伝平が社長を辞して相談役に退いたため、寅吉がその後見の下で近江製糸2代社長に就任した。

### 下郷伝平を襲名
1898年（明治31年）5月19日、父・下郷伝平が死去した。これに伴い嗣子の寅吉は下郷伝平の名を継ぐ。そして下郷製紙所を相続し、近江製糸についても自ら経営する立場となった。そのほか、父の跡を継いで長浜銀行で頭取、長浜糸米株式取引所で理事長（のち理事）に就いた。相続から2年後の1900年（明治33年）、近江製糸からも出品したパリ万国博覧会視察を兼ねて欧米諸国を巡って商工業を視察し、11月帰国した。
下郷製紙所では、日露戦争後の好況に乗じて製紙技師大川平三郎に指導を仰いで設備を改良・拡張することになり、1906年（明治39年）10月に中之島製紙株式会社へと改組の上その社長に就いた。半年後、中之島製紙は戦後恐慌に見舞われたが大川による設備刷新でこれを乗り切り、恐慌終息後には好業績を上げ得るまで改善が進んだ。他方、長浜銀行は関係の深かった製糸産業が日露戦争勃発で動揺したことで連鎖して経営が悪化、1906年1月に大阪の近江銀行へと統合されて解散した。近江製糸もまた1914年（大正3年）になり第一次世界大戦勃発の影響を受けて操業を停止し、解散している。
実業界での活動に並行して、明治末期には政界にも関係した。1904年（明治37年）6月、滋賀県多額納税者による第4回の貴族院多額納税者議員互選会で当選し、同年9月29日付で貴族院議員に任命された。在職は任期満了を迎えた1911年（明治44年）9月28日までの1期7年である。なお貴族院多額納税者議員は父・伝平も1890年（明治23年）より1期7年務めたことがある。さらに貴族院当選後の1904年9月12日、長浜町長にも就任し、翌1905年（明治38年）12月15日にかけてこれを務めた。長浜町会議員を務めた時期もある。

### 仁寿生命の経営
貴族院議員在職中の1910年（明治43年）9月、下郷は仁寿生命保険合資会社の社長に就任した。仁寿生命保険は1894年に三井財閥の三野村利助や西邑虎四郎らが起業した古参生命保険会社である。初代社長辻新次（貴族院議員・元文部次官）が1909年（明治42年）に引退した後、下郷の着任までしばらく社長は空席となっていた。社長に就任した下郷は経営方針を積極経営へと転換し、1915年（大正4年）12月には合資会社から資本金100万円の株式会社（仁寿生命保険株式会社）へと転換した。
仁寿生命保険を経営する中で火災保険事業にも着目した下郷は姉妹会社として「仁寿火災保険」の設立を企画したが、当局から認可を得られなかったため、方向を転じて第一火災海上再保険（1917年4月開業。後の第一海上火災保険で、安田火災海上保険の前身）の買収を試みた。そして約2万株を買い付けて1920年（大正9年）1月、同社取締役に選出された。経営参加を果たした後も株式買収を続けたがやがて進展しなくなり、結局経営権の掌握には至らなかった。保険事業では日之出生命保険にも関係した。下郷は1907年の設立当初から日之出生命保険の株主であったが、初代社長大倉喜八郎の引退（1920年2月）を機に専務の岡本敏行から会社の引き取りを持ち掛けられた。その結果、1921年（大正10年）2月より同社の経営は下郷家に移され、下郷自身は社長とならなかったが相談役に就任した。
仁寿生命保険の成功で資産を増やした下郷は同社や中之島製紙以外にも様々な事業に関係するようになった。1915年（大正4年）3月、朝鮮の京城府でガス・電気の供給にあたる日韓瓦斯電気（本社は東京。後の京城電気）の取締役に就任。翌1916年（大正5年）12月には愛知県の電力会社名古屋電灯（社長は慶應義塾出身の福澤桃介）で監査役に就任する。名古屋電灯では1918年（大正7年）12月に取締役へと転じ、同社が合併の末に業界大手の東邦電力となった後も取締役に留まった。1917年（大正6年）1月には近江銀行の取締役にも就いている。
1917年6月、株式会社大阪ホテルの取締役に就任した。同社は大阪の中之島公園で洋式ホテル（1912年開業）を運営していた会社である。同社では1919年（大正8年）12月より取締役会長に昇格している。

### 近江銀行頭取に
1920年代に入っても下郷が関係する会社は増え続けた。1921年（大正10年）4月、愛知県名古屋市でのホテル経営のため大阪ホテルの姉妹会社として株式会社名古屋ホテルが設立されるとその初代取締役会長も兼任。同年12月には鉄鋼メーカー日本鋼管（当時の社長は大川平三郎）の監査役にも入った。
1923年（大正12年）1月、関係する近江銀行で頭取の池田経三郎が死去した。半年後の同年7月20日、取締役互選の結果、その後任頭取に下郷が推された。この近江銀行は1894年3月、父・伝平や小泉新助（初代頭取に）・伊藤忠兵衛ら滋賀県の有力者が発起人や役員となって起業した銀行である。本店は滋賀県ではなく大阪にあった。日本銀行から転じて支配人となっていた池田経三郎が1911年（明治44年）に頭取に就くと積極経営を展開し近畿・中国地方各地に店舗網を拡大、1918年（大正7年）には東京銀行を合併して関東地方にも進出した。しかし1920年代に入ると戦後恐慌で経営が悪化し、取り付け騒ぎも発生していた。その渦中での頭取死去であったため近江銀行重役会は日本銀行に対し後任頭取の斡旋を依頼したが実現せず、次いで住友銀行との合併を策したが不発に終わった。結局取締役の中から後任頭取を選ぶ運びとなり、阿部房次郎が第一の候補に立てられたが副社長を務める東洋紡績の許諾が得られず流れ、下郷が頭取に推されたのであった。
下郷が頭取となって1か月余りが経った1923年9月1日、関東大震災で近江銀行は東京市内の支店を焼失し多額の現金・小切手・有価証券などを失う被害を受けた。震災を機に経営難が深刻化する中、翌1924年（大正13年）3月に下郷は頭取からの辞意を表明したが、これが銀行の経営状態に対する不安を大きくしたために預金の減少に拍車をかける結果となった。見兼ねた日本銀行は同年6月近江銀行への低利融資と国庫局長保井猶造の頭取就任という支援策を決定。そして7月、減資を骨子とする整理計画を取りまとめた。整理計画の内容は、資本金を3000万円から1500万円へ半減の上、積立金と重役からの私財提供（計110万円）も加えて欠損金を全額償却するというもので、7月26日の定時株主総会にて下郷が頭取を退き保井を新頭取に据えることも決められた（総会では下郷を含む全役員が再選）。この減資処理と日本銀行からの特別融通開始により近江銀行の経営は一旦改善に向かった。
近江銀行頭取に就任したことで、銀行家が他の事業に関係するのは危険という考えから下郷は近江銀行以外の会社から離れた。中之島製紙では1923年7月取締役社長を辞任し弟の下郷寅太郎に経営を任せた（その後1926年4月大川平三郎の樺太工業に合併され下郷家からも離れる）。同じ7月、大阪ホテル・名古屋ホテル両社の取締役を辞任し、11月には日本鋼管監査役も辞任した。翌1924年3月には仁寿生命保険の取締役社長から降りて相談役に回り（後任社長は弟・寅太郎）、第一火災海上保険取締役、東邦電力取締役、京城電気監査役（1921年1月取締役から異動）も辞任した。また下郷家で経営していた日之出生命についても、保険事業進出を狙っていた住友財閥への売却が決まり1925年（大正14年）6月に全株式を手放している（翌年住友生命保険へ改称）。

### 近江銀行の破綻
1927年（昭和2年）3月、東京渡辺銀行の休業に端を発し昭和金融恐慌が発生した。3月末には台湾銀行が鈴木商店への資金援助を停止したことで鈴木商店が破綻、連鎖して神戸の六十五銀行が休業する。これらの影響で台湾銀行自身も資金難に陥ったため、政府は台湾銀行を救済すべく日本銀行からの非常貸出に関する緊急勅令を準備したが枢密院で否決され、4月18日、台湾銀行は休業に追い込まれた。
金融界が動揺する中、近江銀行も4月に入ってから大口預金の引き出しが増加し資金不足に陥った。頭取の保井猶造や取締役の阿部房次郎が上京して日本銀行に支援を求めたが不発に終わり、18日月曜日からの営業が困難な状況に追い込まれた。近江銀行は17日早朝より重役会を開いたが、取締役の下郷や大原孫三郎は欠席であったという。台湾銀行救済の緊急勅令否決という一報がとどめとなって重役会は休業を決断、近江銀行は台湾銀行と同じく4月18日より休業を余儀なくされた。金融恐慌を耐え切れず破綻に至った要因は、1924年の整理後も放漫経営が改まらず不良債権が再び積み上がっていたためであった。
近江銀行重役陣は元日本銀行大阪支店長の渡辺千代三郎に整理案作成を委嘱し営業再開を目指した。しかし早期の再開は実現せず、7月には滋賀県庁で知事と保井や下郷ら銀行重役が協議していたところ不満を募らせた預金者約300名に県庁を包囲され、預金者代表団との面会を強要されるという事件も発生した。10月になり渡辺は日本銀行からの支援、重役からの私財提供（300万円超）、年賦払いによる預金払い戻しなどからなる整理案を発表したが、この頃には重役陣の意向は近江銀行の再開ではなく救済のための新銀行昭和銀行への合併へと流れていた。渡辺が日本銀行総裁井上準之助から聞いたところによると、近江銀行重役はいずれも銀行との関係を断つことに専念し整理案を実行する意欲を欠いていたという。10月19日、重役のうち下郷と阿部房次郎は渡辺に連れられ上京して井上に面会し、自ら整理後の近江銀行に留まる意思がない旨を述べた。その結果渡辺が作成した整理計画は頓挫した。
その後は日本銀行へと整理が全面的に委任された。整理案は翌1928年（昭和3年）1月に発表されたが、昭和銀行へと引き継がせる資産負債を均衡させるため重役の私財提供（540万円と決定）と3割超の預金切り捨てを伴うものであり、預金者の不満は著しかった。それでも同年3月債権者との合意に至り、5月12日より昭和銀行において旧近江銀行預金者に対する預金払い戻しが始まった。そして近江銀行は5月30日付で解散した。

### 仁寿生命復帰と晩年
1931年（昭和6年）2月、仁寿生命保険の経営を任せていた弟の下郷寅太郎が病気で退任したため、下郷は7年ぶりに同社社長に復帰した。同社では1935年（昭和10年）に日本生命保険東京支店長の滝野多三郎を常務取締役として会社に招き、社業の拡大に努めて翌年契約高2億円を達成した。仁寿生命保険社長在職中の1931年11月から1939年（昭和14年）5月にかけて株式会社白木屋の取締役も兼ねた。同社は東京で百貨店を経営する会社であるが、経営陣・株主間の対立解消に尽力した縁から下郷は1926年3月より相談役を務めていた。
保険業界では日中戦争下の1939年3月に保険業法の大幅改訂があり、主務当局の監督・命令権が強化される一方で組織変更や合併の手続きが簡略化され、保険会社の戦時統合に向けた機運が高まった。この機運に乗じ野村財閥の野村生命保険（後の東京生命保険）はいち早く事業統合に動き出し、1940年（昭和15年）7月、仁寿生命保険の合併を発表した。同年8月、仁寿生命保険で合併を承認する株主総会が開かれた際、社長の下郷を含む仁寿生命保険経営陣は合併成立に先駆けて退陣、野村恵二ら野村生命保険側の経営陣と交代する。そして10月に仁寿生命保険は野村生命保険へと吸収された。
晩年、1941年（昭和16年）12月22日から1943年（昭和18年）1月4日にかけて再び長浜町長を務めた。太平洋戦争後の1946年（昭和21年）1月15日、長浜市田町の自邸で死去、73歳没。

## 下郷共済会の活動
2代下郷伝平は実業界の活動の傍ら「財団法人下郷共済会」を通じて長浜で公益活動を行った。
この活動は、父の初代伝平が生前、財産を個人で独占せず図書館・博物館建設などを通じて社会公益のために活用したいという意向を持っていたことに由来する。初代伝平の死から5年経った1903年（明治36年）5月、下郷は父の遺志を継ぐべく下郷共済会を設立（1905年3月財団法人として認可）。共済会を通じて、地域の功労者・戦没者の追悼会開催、貧困者の救済、奨学金の給付・貸与、図書館・運動場・博物館の建設、地域史料の収集と地誌の出版といった活動を展開した。これら共済会の活動に必要な資金は下郷がその多くを拠出したほか、一族からも補助を得ていた。
共済会を通じた活動以外にも個人で多額の寄付を行っており、中でも伊吹山山頂に気象観測所が建てられた際には下郷が総工費1万5600円全額を寄付している。

## 栄典
- 1906年（明治39年）4月1日 - 貴族院議員として勲四等旭日小綬章受章[47]
- 1919年（大正8年）10月1日 - 紺綬褒章受章（済生会へ1万円を寄付したため）[48]
- 1927年（昭和2年）6月14日 - 紺綬褒章飾版受章（伊吹山観測所用土地建物および京都市社会的施設事業資金2万円を寄付したため）[49]
- 1940年（昭和15年）12月2日 - 紺綬褒章飾版受章（近江神宮造営費1万円を寄付したため）[50]

## 家族・親族
2代下郷伝平（久成）は、初代下郷伝平（久道）・みつ（長浜・富田林平の長女）夫妻の第一子として生まれた。弟は寅太郎（1880 - 1932年）と健三（1889 - 1925年）の2人で、どちらも実業家となり特に寅太郎は仁寿生命保険・中之島製紙の社長も務めた。妹は6人おり、うち五女・すえ（1883年生）は子爵間部詮信に嫁いだ。
自身の妻・妙（1876年生・1894年婚姻）は十津川郷士千葉貞幹の長女。子は以下の二男四女をもうけた。
- 長女・伊勢子（1897年生） - 北河豊次郎の次男・豊彦（1895年生）を養子に迎え結婚
- 次女・文子（1900年生） - 工学博士菊池恭三の四男・文吾に嫁ぐ
- 三女・歌子（1904年生） - 福井弥平の弟・義一（1898年生）を養子に迎え結婚
- 長男・寅吉（1906年生）
  - 寅吉の妻・文子は伯爵佐久間俊一（佐久間左馬太の嗣子）の三女
- 次男・寅次郎（1908年生）
  - 寅次郎の妻・貞子は医学博士小川睦之輔の長女
- 四女・素子（1910年生） - 加藤寛一（海軍大将加藤寛治の嗣子）に嫁ぐ

長男・寅吉は同志社大学を経て日本生命保険に入るが1936年退社し実業界へ転身、後に下郷伝平を襲名して下郷共済会理事長を務めた。次男・寅次郎は京都帝国大学法学部を経て住友銀行に入社、1962年より村田製作所役員を務めた。婿養子の豊彦は熊本薬学専門学校卒の富士製紙社員で、のち富士紙管の社長となる。同じく婿養子の義一は京都帝国大学法学部卒の仁寿生命保険社員で後に同社常務取締役まで進み、戦後は東洋製薬化成代表であった。